# Milano-Sanremo 2013
La Milano-Sanremo 2013, centoquattresima edizione della corsa, si è disputata il 17 marzo 2013 su un percorso accorciato per motivi meteorologici da 298 km a 255 km. È stata vinta dal tedesco Gerald Ciolek della MTN-Qhubeka, primo team africano a partecipare alla gara, che ha terminato in 5h37'20" con una media di 45,35 km/h.
Per la prima volta dall'edizione 1980 è stata corsa di domenica.

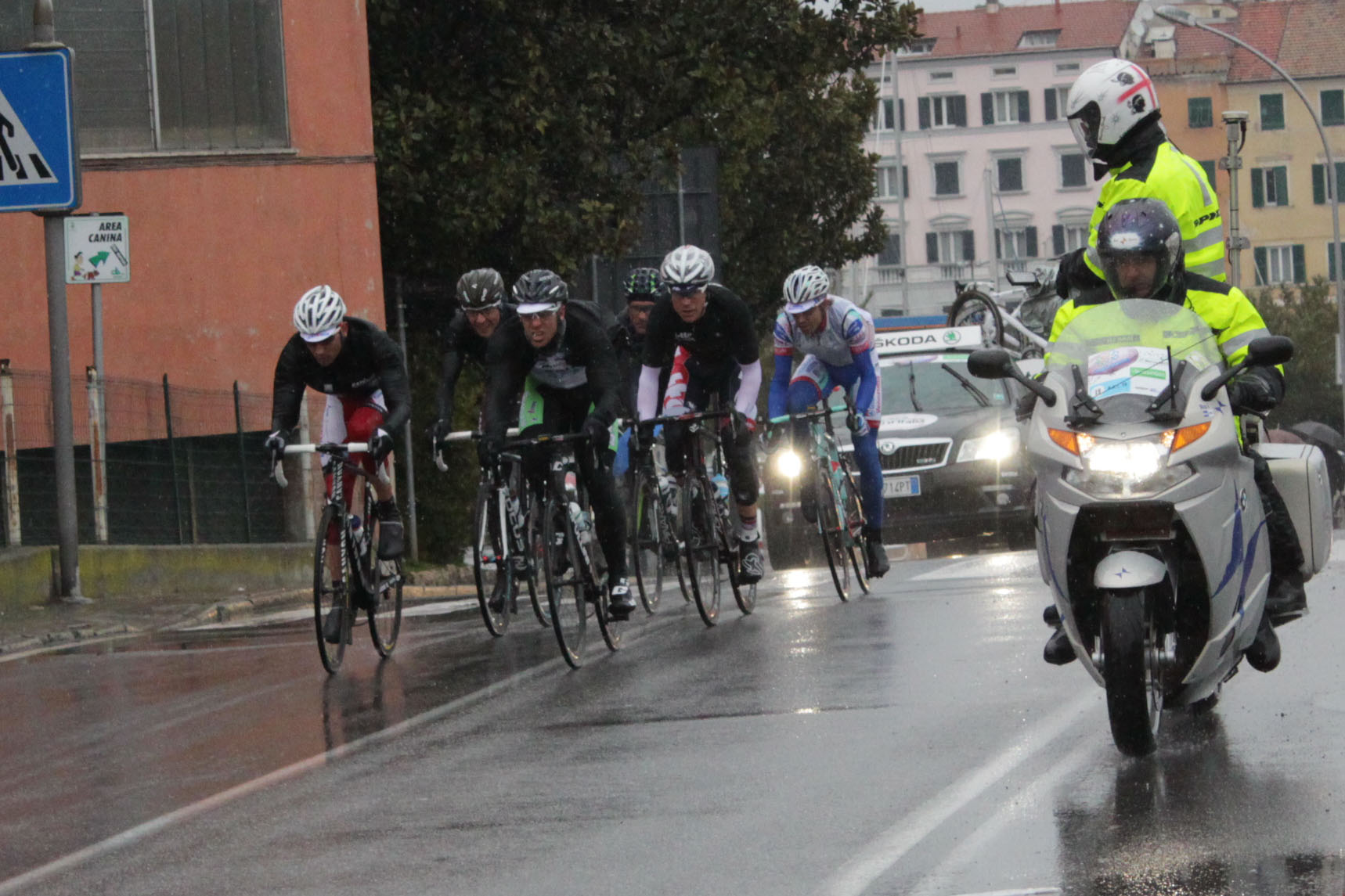
I sei fuggitivi a Savona

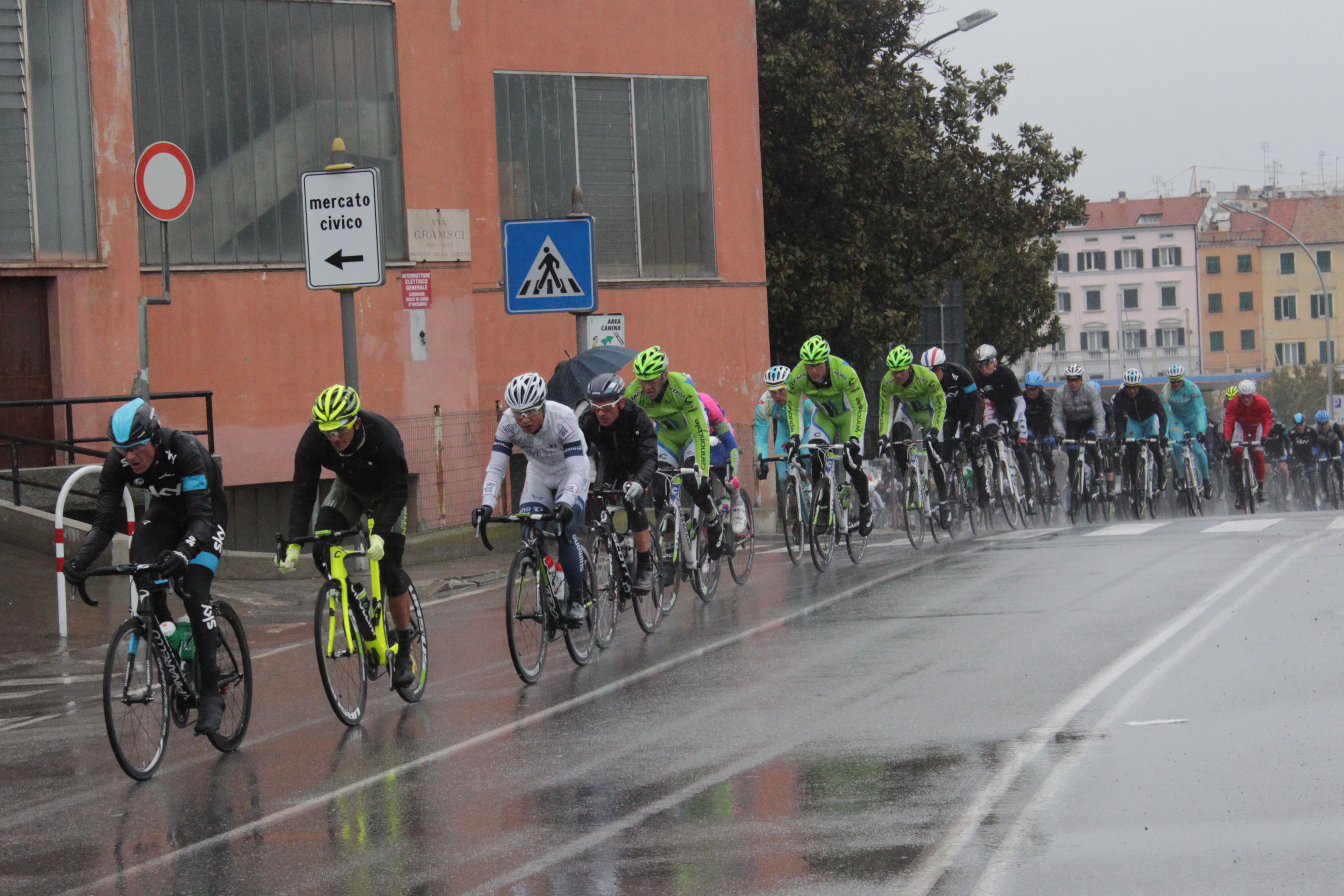
Il gruppo a Savona

## Percorso
Il percorso è rimasto invariato rispetto all'edizione precedente, salvo i cambiamenti per motivi meteo. La corsa edizione 2013 è partita da via della Chiesa Rossa a Milano, ha attraversato il Pavese e la provincia di Alessandria, prima di arrestarsi ad Ovada a causa delle condizioni meteo avverse, ovvero la presenza di neve sul passo del Turchino. Il tratto Ovada-Arenzano è stato quindi percorso in pullman.
La competizione è ripartita da Cogoleto, in Liguria sulla statale Aurelia, passando per i territori di Genova, Savona e Noli. Era prevista l'ascesa dell'altopiano delle Manie (4,7 km, con pendenza media del 6,7% e massima dell'11%), ma è stata annullata per motivi di sicurezza. La corsa ha attraversato Finale Ligure prima di raggiungere la provincia di Imperia passando per Capo Mele, Capo Cervo e Capo Berta.
Da San Lorenzo al Mare è iniziata l'ascesa della Cipressa (5,6 km, con pendenza media del 4,1% e massima del 9%), penultima salita prima del Poggio di Sanremo (3,7 km, con pendenza media del 3,7% e massima dell'8%) situato a 10 km dal traguardo. L'arrivo a Sanremo era posto sul Lungomare Italo Calvino.

## Squadre partecipanti
| N.      | Cod. | Squadra                      |
| ------- | ---- | ---------------------------- |
| 1-8     | OGE  | Orica-GreenEDGE              |
| 11-18   | ALM  | AG2R La Mondiale             |
| 21-28   | AND  | Androni Giocattoli-Venezuela |
| 31-38   | AST  | Astana Pro Team              |
| 41-48   | BAR  | Bardiani Valvole-CSF Inox    |
| 51-58   | BLA  | Blanco Pro Cycling Team      |
| 61-68   | BMC  | BMC Racing Team              |
| 71-78   | CAN  | Cannondale Pro Cycling       |
| 81-88   | EUS  | Euskaltel-Euskadi            |
| 91-98   | FDJ  | FDJ                          |
| 101-108 | GRS  | Garmin-Sharp                 |
| 111-118 | IAM  | IAM Cycling                  |
| 121-128 | KAT  | Katusha Team                 |

| N.      | Cod. | Squadra                   |
| ------- | ---- | ------------------------- |
| 131-138 | LAM  | Lampre-Merida             |
| 141-148 | LTB  | Lotto-Belisol Team        |
| 151-158 | MOV  | Movistar Team             |
| 161-168 | MTN  | MTN-Qhubeka               |
| 171-178 | OPQ  | Omega Pharma-Quickstep    |
| 181-188 | RLT  | RadioShack-Leopard        |
| 191-198 | SKY  | Sky Procycling            |
| 201-208 | ARG  | Team Argos-Shimano        |
| 211-218 | EUC  | Team Europcar             |
| 221-228 | TST  | Team Saxo-Tinkoff         |
| 231-238 | VCD  | Vacansoleil-DCM           |
| 241-248 | VIN  | Vini Fantini-Selle Italia |

## Ordine d'arrivo (Top 10)
| Pos. | Corridore          | Squadra        | Tempo    |
| ---- | ------------------ | -------------- | -------- |
| 1    | Gerald Ciolek      | MTN-Qhubeka    | 5h37'20" |
| 2    | Peter Sagan        | Cannondale     | s.t.     |
| 3    | Fabian Cancellara  | RadioShack     | s.t.     |
| 4    | Sylvain Chavanel   | Omega Pharma   | s.t.     |
| 5    | Luca Paolini       | Katusha Team   | s.t.     |
| 6    | Ian Stannard       | Sky Procycling | s.t.     |
| 7    | Taylor Phinney     | BMC Racing     | s.t.     |
| 8    | Alexander Kristoff | Katusha Team   | a 14"    |
| 9    | Mark Cavendish     | Omega Pharma   | s.t.     |
| 10   | Bernhard Eisel     | Sky Procycling | s.t.     |